# Бас рефлектор
Бас рефлектор е озвучително тяло, състоящо се от високоговорител и кутия, в лицевата част на която е разположен отвор (най-често цилиндричен – плътно монтирана къса тръба) с определен обем. Поради смяната на поляритета на излъчване задната звукова вълна (с честота, по-висока от определена критична честота), излъчвана от отвора, е с еднакъв поляритет с предната вълна, излъчвана от високоговорителя. Енергиите на двете звукови вълни се сумират, като се подобрява звукоизлъчването в областта на ниските честоти. По такъв начин, без допълнителни електронни устройства, се засилва звученето на ниските, басови честоти.
Често в терминологията под бас рефлектор се разбира именно отворът, който, по конкретни параметри, е поставен върху лицевата страна на озвучителното тяло. В модерните озвучителни устройства се използва все по-рядко.